# 門臺
門臺（Gate tower），又稱門樓，是在城門上或城門旁所建之樓臺。通常是中世紀防禦工事的一部份，在現在建築中則作為象徵性的入口。

## 圖集

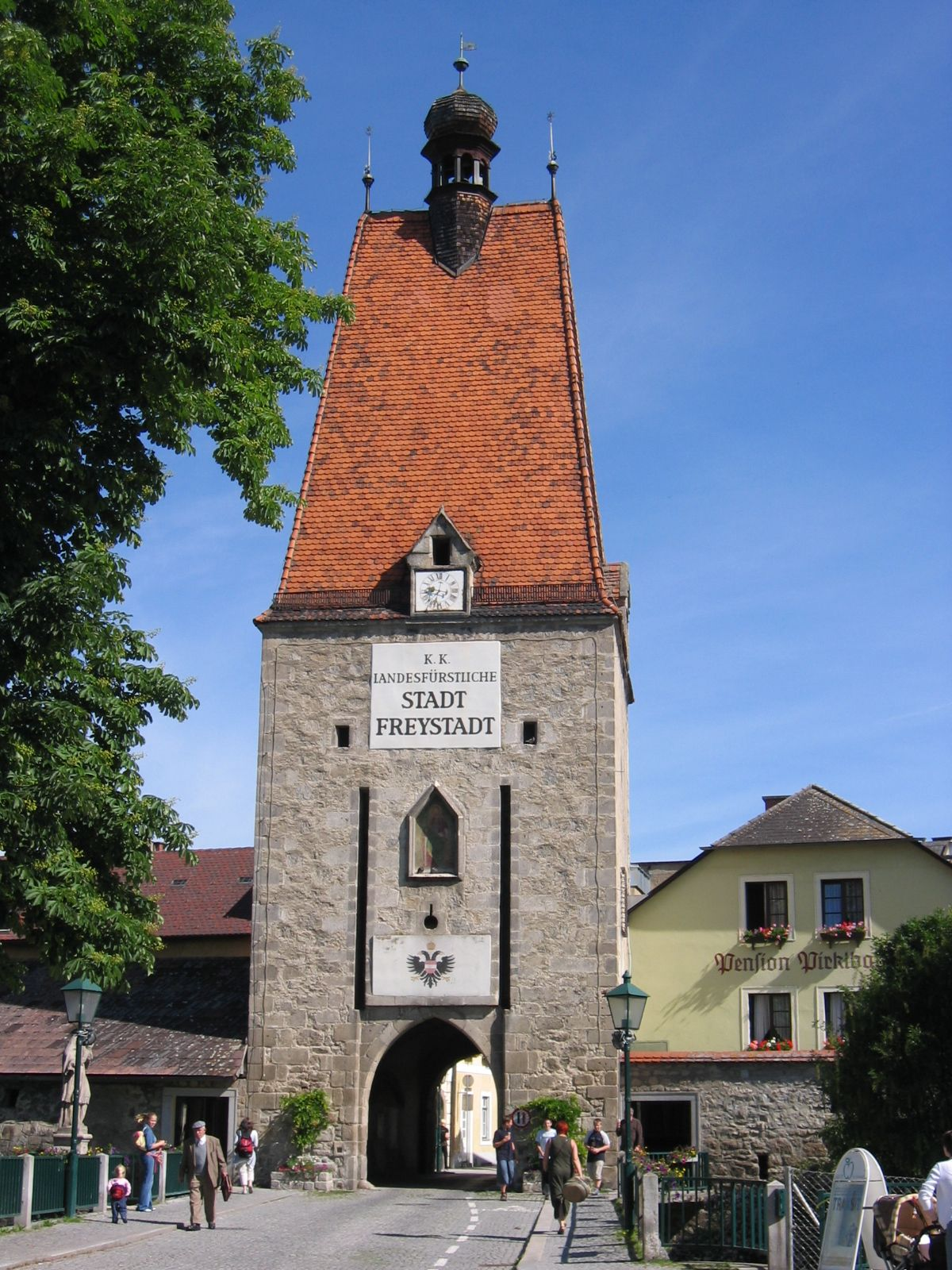
奧地利弗賴施塔特的林茨門。
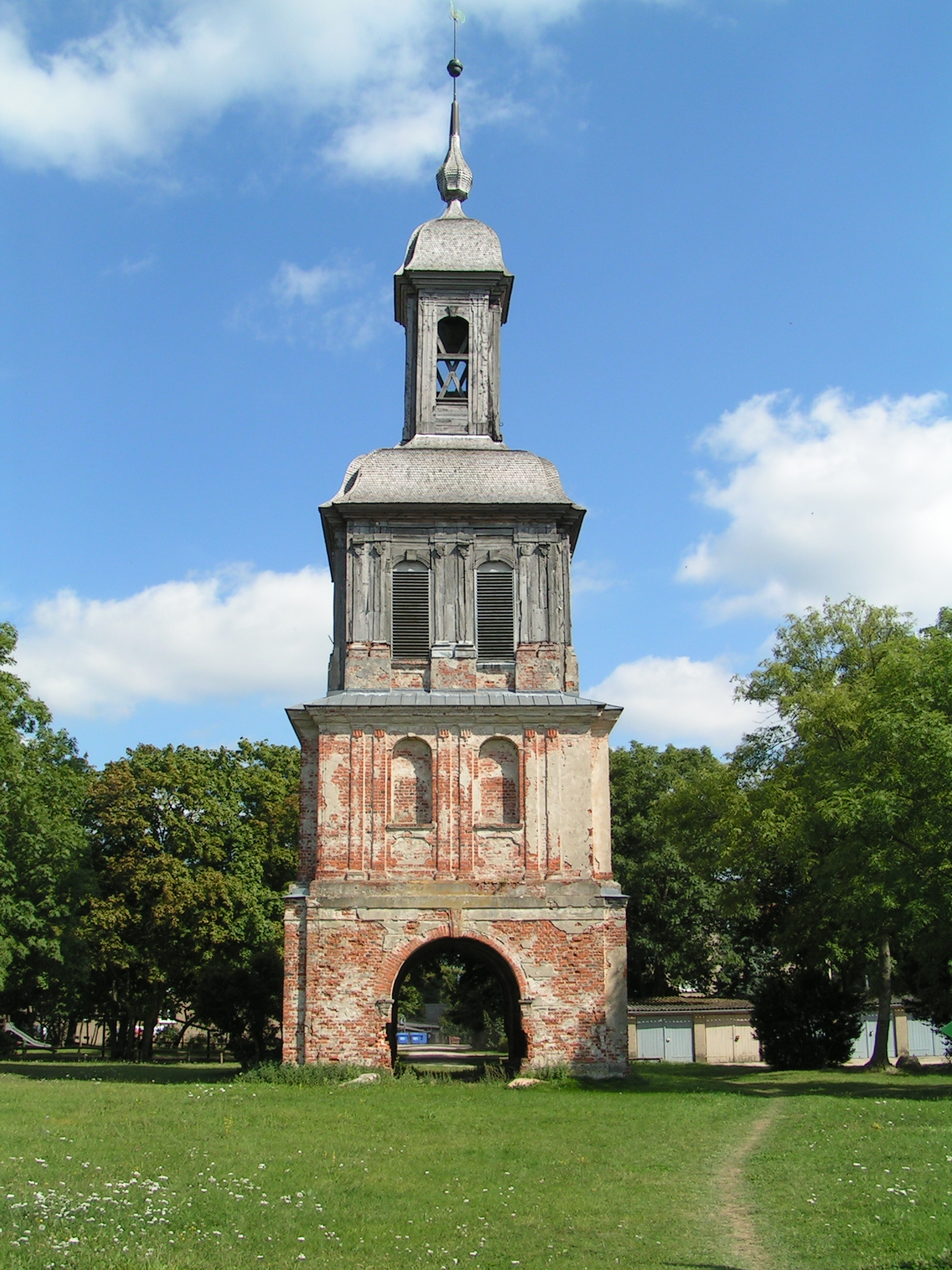
德國的Remplin門臺。
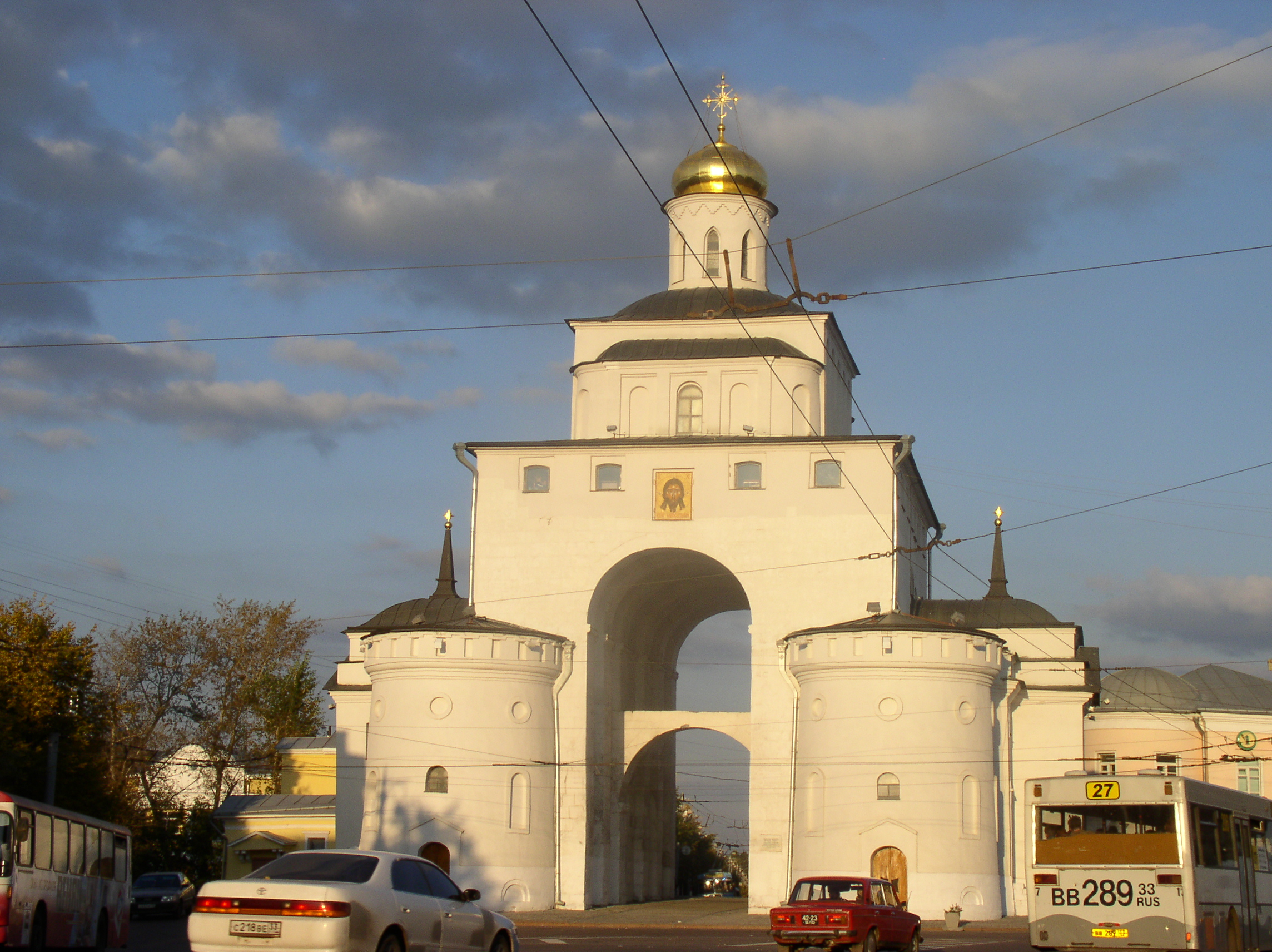
俄羅斯伏拉迪米爾的金門 (弗拉基米爾)
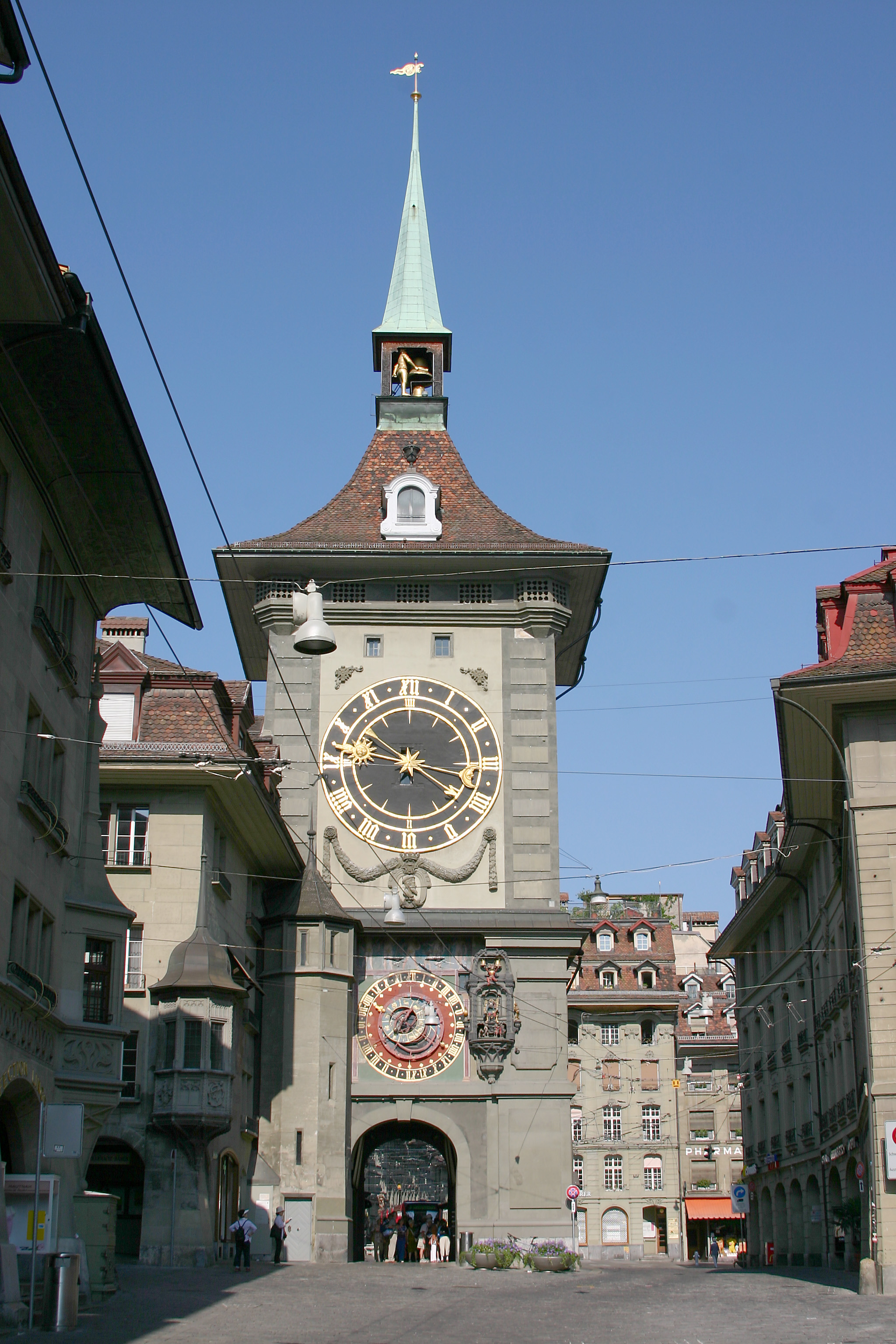
瑞士的時鐘塔 (伯爾尼)
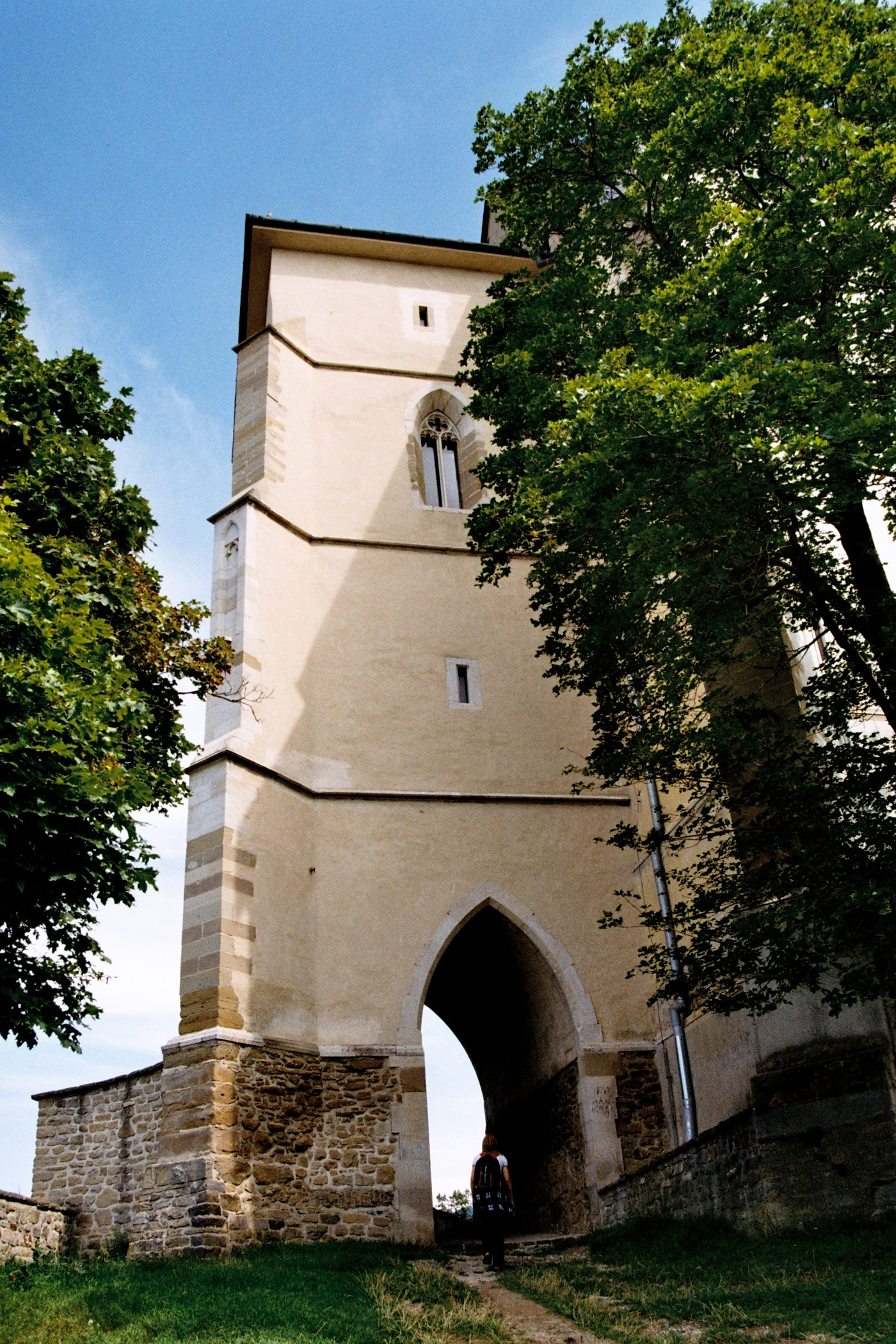
斯洛伐克萊沃恰的門臺。